# Argyropelecus

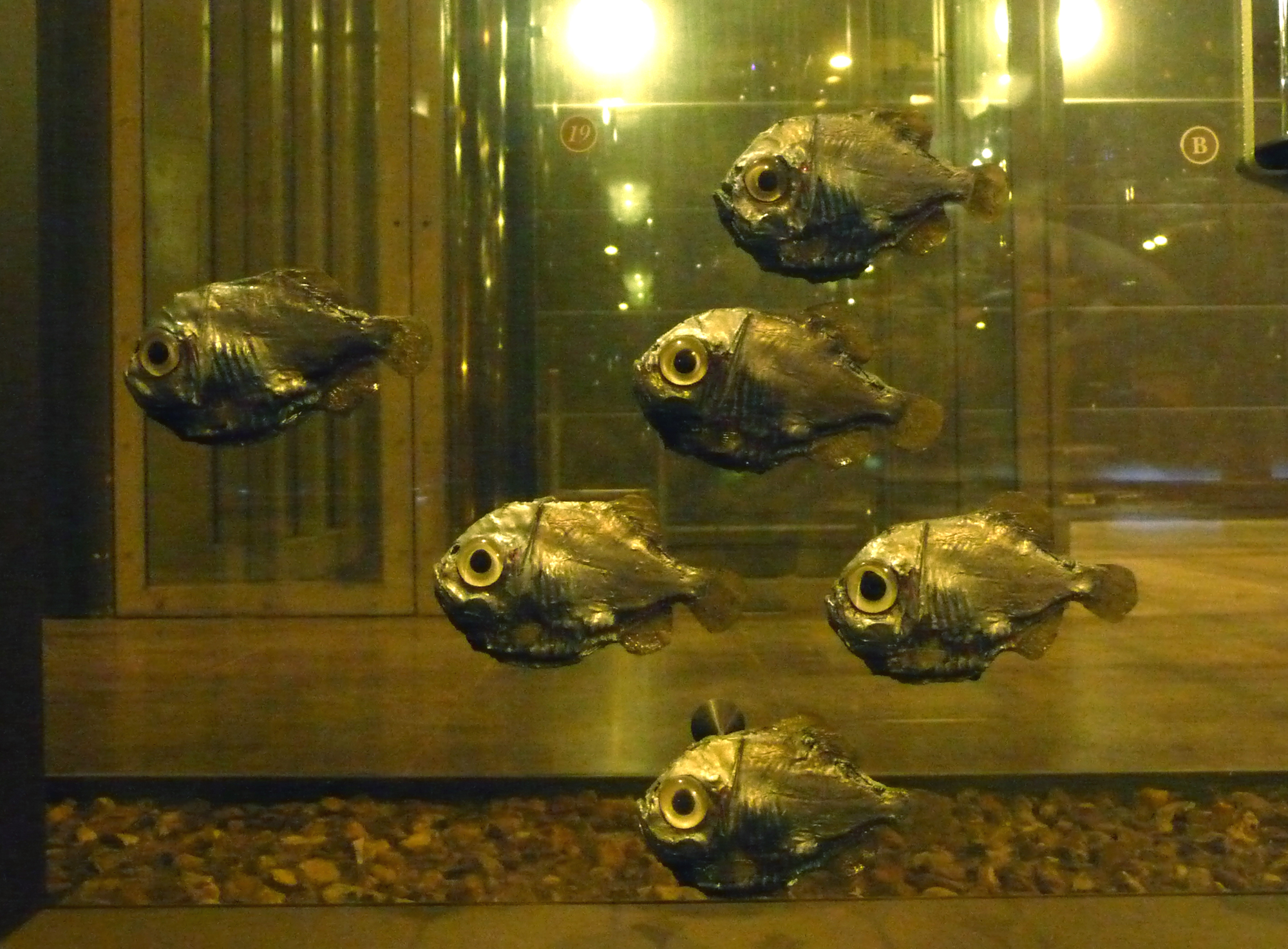
Argyropelecus hemigymnus

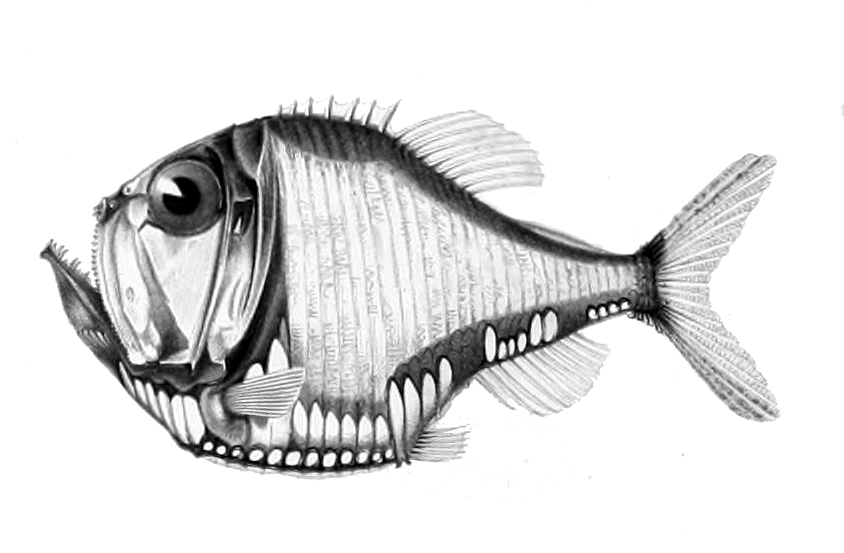
Argyropelecus olfersii

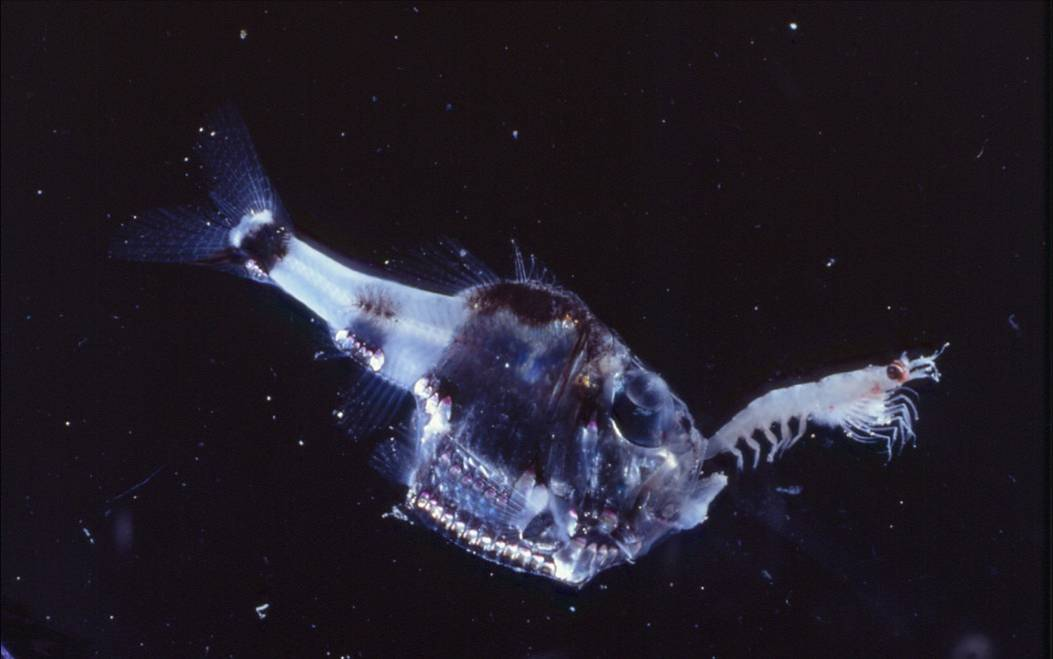
Argyropelecus hemigymnus capturant un crustaci.

Argyropelecus és un gènere de peixos pertanyent a la família dels esternoptíquids.

## Descripció
- Cos comprimit lateralment.
- Ulls tubulars i dirigits dorsalment.
- Pupil·les grosses per poder veure millor en les profunditats on viuen i on la llum tot just penetra.
- Boca vertical.
- Aleta dorsal adiposa.[3][4]

## Alimentació
Es nodreixen de crustacis, anèl·lids, quetògnats, mol·luscs, organismes gelatinosos i peixos petits.

## Hàbitat
Viuen a les aigües oceàniques de clima temperat i tropical fins als 800 m de fondària.

## Distribució geogràfica
Es troba a l'Atlàntic, l'Índic i el Pacífic.

## Taxonomia
- Argyropelecus aculeatus (Valenciennes, 1850)[6]
- Argyropelecus affinis (Garman, 1899)[7]
- Argyropelecus gigas (Norman, 1930)[8]
- Argyropelecus hemigymnus (Cocco, 1829)[9]
- Argyropelecus lychnus (Garman, 1899)[7]
- Argyropelecus olfersii (Cuvier, 1829)[10]
- Argyropelecus sladeni (Regan, 1908)[11][12][13][14][15][16][17]

## Costums
La majoria de llurs espècies realitza migracions diàries de caràcter vertical.